# Italian International
Die Italian International sind die offenen internationalen Meisterschaften von Italien im Badminton. Sie wurden erstmals 1994 ausgetragen, um nach einer weiteren Austragung gleich für drei Jahre zu pausieren. Nach einem weiteren Turnier 1999 pausierten sie 2000 erneut. Danach fanden sie mit einer jährlichen Austragungsweise einen Stammplatz im BE Circuit.

## Die Sieger
| Saison    | Herreneinzel            | Dameneinzel           | Herrendoppel                          | Damendoppel                          | Mixed                                          |
| --------- | ----------------------- | --------------------- | ------------------------------------- | ------------------------------------ | ---------------------------------------------- |
| 1994      | Rashad Khankan          | Wang Yuyu             | Tzvetozar Kolev Slantchezar Tzankov   | Barbara Faiazza Wang Yuyu            | nicht ausgetragen                              |
| 1995      | Shen Yifeng             | Wang Yuyu             | Tzvetozar Kolev Plamen Peev           | Andrea Dakó Adrienn Kocsis           | Zhou You Wang Yuyu                             |
| 1996 1998 | nicht ausgetragen       | nicht ausgetragen     | nicht ausgetragen                     | nicht ausgetragen                    | nicht ausgetragen                              |
| 1999      | Salim                   | Zeng Yaqiong          | Anthony Clark Ian Sullivan            | Naomi Murakami Hiromi Yamada         | Ian Sullivan Han Jingna                        |
| 2000      | nicht ausgetragen       | nicht ausgetragen     | nicht ausgetragen                     | nicht ausgetragen                    | nicht ausgetragen                              |
| 2001      | Ying Liyong             | Agnese Allegrini      | Arnd Vetters Franklin Wahab           | Kathrin Hoffmann Jessica Willems     | Franklin Wahab Jessica Willems                 |
| 2002      | Jens Roch               | Maria Kasakowa        | Nicolás Escartín Arturo Ruiz López    | Verena Fastenbauer Simone Prutsch    | Maxim Carpenco Evelin Gridenberg               |
| 2003      | Gerben Bruijstens       | Agnese Allegrini      | Inoki Cahyadi Agus Sugimin            | Agnese Allegrini Federica Panini     | Jesper Hovgaard Karina Sørensen                |
| 2004      | Daniel Damgaard         | Maja Tvrdy            | Daniel Damgaard Christoffer B. Jensen | Line Isberg Mia Nielsen              | Jesper Hovgaard Line Isberg                    |
| 2005      | Joachim Persson         | Tine Rasmussen        | Anders Kristiansen Simon Mollyhus     | Valeria Sorokina Nina Vislova        | Vitaliy Durkin Marina Yakusheva                |
| 2006      | Jens-Kristian Leth      | Sara Persson          | Vitaliy Durkin Alexandr Nikolaenko    | Cai Jiani Yu Qi                      | Peter Steffensen Mette Schjoldager             |
| 2007      | Sho Sasaki              | Juliane Schenk        | Mathias Boe Carsten Mogensen          | Ekaterina Ananina Anastasia Russkikh | Alexandr Nikolaenko Nina Vislova               |
| 2008      | Wong Choong Hann        | Juliane Schenk        | Kristof Hopp Johannes Schöttler       | Valeria Sorokina Nina Vislova        | Vitaliy Durkin Nina Vislova                    |
| 2009      | abgesagt                | abgesagt              | abgesagt                              | abgesagt                             | abgesagt                                       |
| 2010      | Przemysław Wacha        | Olga Konon            | Anthony Clark Chris Langridge         | Selena Piek Iris Tabeling            | Chris Adcock Imogen Bankier                    |
| 2011      | Pablo Abián             | Yao Jie               | Vladimir Ivanov Ivan Sozonov          | Valeria Sorokina Nina Vislova        | Alexandr Nikolaenko Valeria Sorokina           |
| 2012      | abgesagt                | abgesagt              | abgesagt                              | abgesagt                             | abgesagt                                       |
| 2013      | Indra Bagus Ade Chandra | Carolina Marín        | Adam Cwalina Przemysław Wacha         | Eefje Muskens Selena Piek            | Zvonimir Đurkinjak Eva Lee                     |
| 2014      | Andre Kurniawan Tedjono | Sashina Vignes Waran  | Marcus Ellis Chris Langridge          | Samantha Barning Iris Tabeling       | Ronan Labar Émilie Lefel                       |
| 2015      | Brice Leverdez          | Natalia Koch Rohde    | Kasper Antonsen Niclas Nøhr           | Gabriela Stoeva Stefani Stoeva       | Niclas Nøhr Sara Thygesen                      |
| 2016      | Henri Hurskainen        | Sabrina Jaquet        | Jones Ralfy Jansen Josche Zurwonne    | Anastasia Chervyakova Olga Morozova  | Jordan Corvée Anne Tran                        |
| 2017      | Pablo Abián             | Nguyễn Thùy Linh      | Jelle Maas Robin Tabeling             | Ekaterina Bolotova Alina Davletova   | Ben Lane Jessica Pugh                          |
| 2018      | Victor Svendsen         | Julie Dawall Jakobsen | Mathias Bay-Smidt Lasse Mølhede       | Ekaterina Bolotova Alina Davletova   | Evgeny Dremin Evgenia Dimova                   |
| 2019      | Christo Popov           | Carolina Marín        | Bjarne Geiss Jan Colin Völker         | Gabriela Stoeva Stefani Stoeva       | Vladimir Ivanov Ekaterina Bolotova             |
| 2020      | abgesagt                | abgesagt              | abgesagt                              | abgesagt                             | abgesagt                                       |
| 2021      | Alex Lanier             | Edith Urell           | Kristian Kræmer Marcus Rindshøj       | Stine Küspert Emma Moszczynski       | Jesper Toft Clara Graversen                    |
| 2022      | Christian Adinata       | Malvika Bansod        | Su Ching-heng Ye Hong-wei             | Hsu Ya-ching Lin Wan-ching           | Zachariah Josiahno Sumanti Hediana Julimarbela |
| 2023 2024 | nicht ausgetragen       | nicht ausgetragen     | nicht ausgetragen                     | nicht ausgetragen                    | nicht ausgetragen                              |
| 2025      | Ditlev Jaeger Holm      | Özge Bayrak           | Oliver Butler Samuel Jones            | Stefani Stoeva Gabriela Stoeva       | Emre Sönmez Yasemen Bektaş                     |